# Alan Wake
Alan Wake (укр. Алан Вейк) — відеогра в жанрі психологічного трилеру, екшену та шутера від третьої особи, розроблена компанією Remedy Entertainment і видана Microsoft Game Studios. Реліз відеогри на платформі Xbox 360 відбувся 14 травня 2010 року в Європі, 18 травня 2010 року в США та 20 травня 2010 року в Австралії. Версія для Microsoft Windows на ПК вийшла 16 лютого 2012 року, після чого, майже через десять років, у жовтні 2021 року, Remedy спільно з видавцем Epic Games випустили ремастер для платформ PlayStation 4, PlayStation 5, Xbox One, Xbox Series X/S і Windows, а також версію для Nintendo Switch у жовтні 2022 року.
Сюжет розгортається навколо письменника Алана Вейка, що намагається розкрити таємницю зникнення його дружини Еліс, стикаючись із містичною силою. За своєю структурою Alan Wake нагадує містичний телесеріал, зі своїм поділом на епізоди, несподівані повороти сюжету та кліфгенгери. Сама гра складається з шести епізодів, а після фіналу основної гри, сюжетну лінію продовжують два спеціальні епізоди, The Signal і The Writer, які стали доступні для завантаження того ж року. Крім того гру доповнює, вебсеріал із шести епізодів під назвою Bright Falls, а низка виданих окремо книг також розширює історію Алана Вейка. Спіноф Alan Wake's American Nightmare вийшов окремо у лютому 2012 року.
Гра отримала позитивні відгуки від критиків і здобула багатьох прихильників у всьому світі, її часто хвалять за візуальні ефекти, звук, сюжет і атмосферу. Alan Wake посіла перше місце в списку 10 найкращих відеоігор 2010 року за версією журналу Тайм. Скасований сиквел до гри став основою та джерелом натхнення для наступного тайтлу Remedy, Quantum Break. Пізніше, у 2019 році, студія випустила Control, події якого об'єднали ці тайтли у спільний мультивсесвіт. Пряме продовження, Alan Wake 2, було анонсовано на виставці The Game Awards 2021 у грудні 2021 року, а вихід гри відбувся у жовтні 2023 року.

## Ігровий процес

Ігровий інтерфейс: на екрані мінікарта, кількість батарейок для ліхтарика в інвентарі, вибрана зброя і кількість набоїв до неї, а також активне сюжетне завдання.

Alan Wake — це бойовик від третьої особи з ротацією камери на 360 градусів, що дозволяє гравцю вільно керувати протагоністом під будь-яким кутом. Гравець бере на себе роль письменника трилерів Алана Вейка, що стикається зі справжньою містикою. Сюжет розгортається у вигаданому ідилічному містечку Брайт-Фолз, штат Вашингтон. Події гри відбуваються як вдень, коли Алан переважно спілкується з іншими персонажами і оглядає місцевість, так і вночі, коли надприродні сили беруть верх, і Алана переслідують одержимі злою силою люди, птахи і навіть предмети. Remedy описує Alan Wake як об'єднані «розум психологічного трилера» та «тіло кінематографічного бойовика». У грі відсутня можливість ручного збереження — якщо внаслідок поранень запас здоров'я вичерпується, головний герой гине і гра починається з останньої точки автоматичного збереження. На екран виводиться інформація про напрям до цілі, запас здоров'я, заряд ліхтарика, кількість набоїв і взяті важливі сюжетні предмети. Прицілу для стрілянини в грі немає, Алан автоматично влучає у ворога, на якого світить.
Нічний геймплей значною мірою оснований на протистоянні світла й темряви. На освітлених ділянках Алан лікується і відбувається автоматичне збереження гри. Одержимі захищені «щитом Пітьми», який робить їх нечутливими до шкоди — поранити їх можливо лише вогнепальною зброєю, попередньо спаливши Пітьму будь-яким джерелом світла. Це робить значний акцент на ліхтариках у поєднанні зі звичайною стрілецькою зброєю — в міру проходження, гравцю стає доступним револьвер, дробовик (тактичний та помповий) і рушниця.
Протагоніст володіє ліхтариком, промені якого виконують роль прицільної сітки. Світловий режим портативного ліхтарика можна посилити, що швидше знищує Пітьму, але швидко розряджає батарейки, запас яких обмежений. З часом Вейк знаходить все потужніші ліхтарики. На відміну від класичних шутерних механік, гравцю необхідно не тільки перезаряджати вибрану зброю, розстрілявши всю обойму, а й вставляти нові батареї в ліхтарик, коли їх заряд закінчиться, або почекати, поки він повільно зарядиться. Сила Пітьми, яка захищає ворога, може бути різною. Обсяг «щита» Пітьми представлений короною світла, яка з'являється під час націлювання на ворога. Замість традиційних смуг здоров'я, цей щит представлено колом, діаметр якого зменшується в міру ослаблення. Деякі види ворогів здатні знову заряджати свій «щит», якщо гравець вчасно не встиг його знешкодити.
Геймдизайн побудований таким чином, що часто заохочує гравця використовувати переваги багатьох джерел світла в довкіллі або іншу легку зброю та аксесуари, такі як фальшфейєри, ракетниці, що випалюють Пітьму з усіх ворогів поблизу та світлошумові гранати, які миттєво знищують слабких ворогів та завдають значної шкоди витривалішим. Вейк може використовувати прожектори, щоб знищувати цілі хвилі одержимих та в деяких розділах гри, можна використовувати автомобіль для пришвидшеного пересування між локаціями. Перебуваючи в автомобілі, гравець може наїхати на одержимого або підсилити світло автомобільних фар, щоб знищити його. Набої, так само як і батарейки чи фальшфейєри, беруться зі спеціальних сховків. У світлі ліхтарика стають видимими підказки, що ведуть до особливо великих сховків. Під час бою Алан здатний ухилятися, а також певний час бігти.
Місцями гравцеві належить вирішувати нескладні головоломки, такі як знайти спосіб запустити електрогенератор, щоб увімкнути світло. Основним елементом ігрового процесу є необов'язкове відкриття та збір сторінок рукопису останнього роману Алана Вейка. Хоча Вейк не пам'ятає, як писав цю книгу, її сюжет, здається, оживає навколо нього. Ці читабельні сторінки рукопису розкидані по ігровому світу в нехронологічному порядку, вони часто описують сцени, які ще мають відбутися, і служать попередженням і своєрідними інструкціями щодо проходження. Деякі предмети, такі як термоси з кавою (всього 100), а також пошук телевізорів, які показують різні епізоди вигаданого серіалу «Night Springs», радіоприймачі, що транслюють місцеву радіостанцію Брайт-Фолз, і текстові знаки навколо міста не впливають на ігровий процес і потрібні лише для отримання винагороди в сервісах Steam або Xbox Live. Проте ці радіо- і телепередачі служать способом значно розширити лор ігрового всесвіту і зрозуміти історію та культуру міста. Завантажувальні доповнення додали інші предмети колекціонування у відповідних епізодах.

## Сюжет
| Епізод 1: «Кошмар» (англ. Nightmare). |
| Сюжет гри оповідає про пригоди письменника Алана Вейка (озвучений Метью Порретта), автора бестселерів в жанрі «трилер». Йому сниться наче він прямує вночі крізь ліс до маяка, але дорогою збиває людину. Постраждалий зникає, а потім переслідує Алана із сокирою. Таємнича ефірна фігура підказує скористатися ліхтариком, щоб ослабити нападника, вигнавши з нього темряву. Слідуючи його вказівкам, Алан бореться з іншими одержимими злою силою людьми та дістається до маяка, проте опинившись всередині, світло раптом вимикається. Потім щось зловісне спускається вниз, щоб напасти на Алана але в останній момент Вейка будить його дружина Еліс (озвучена Бретт Медден). Вейк прокидається на поромі, що везе його з дружиною до містечка Брайт-Фолз, де подружжя планує відпочити. Письменник перебуває в довготривалій творчій кризі і тут, на півночі США, він сподівається знайти натхнення для написання нового роману. Подружжя зустрічають доброзичливі жителі міста, а саме місцевий радіоведучий Пет Мейн (озвучений Р. Дж. Еллісон), офіціантка Роуз Меріголд (озвучена Бенітою Робледо), яка називає себе найбільшою фанаткою Алана, а також, місцевий рейнджер національного парку Елдервуд, Расті (озвучений Джеффом Ґарнером) і брати Андерсони, престарілі учасники рок-гурту Old Gods of Asgard — часті втікачі з місцевого психіатричного пансіонату Колдрон Лейк Лодж. Алан прямує забрати ключі від орендованого на озері бунгало у його власника Карла Стакі (озвучений Гері Свонсоном), але ключі віддає таємнича жінка в траурному одязі. Вейки поселяються в старому бунгало на невеличкому острові, що на озері Колдрон. Еліс готує для чоловіка сюрприз — друкарську машинку, і радить звернутися до лікаря-психіатра Гартмана, спеціаліста з допомоги творчим людям, з яким вона без відома Алана консультувалася стосовно його творчої кризи. Роздратований Алан іде з будинку, але його наздоганяє крик дружини про допомогу. Він повертається саме тоді, коли таємнича сила затягує Еліс у води озера, тож Алан не роздумуючи пірнає в озеро в надії врятувати дружину. Після галюцинації таємничої старої жінки, Алан отямлюється в лісі посеред ночі в розтрощеному авто, він не має жодних спогадів про те, як там опинився та скільки пройшло часу з моменту як він стрибнув в озеро. Місцевість навкруги безлюдна, але вдалині помітні вогні автозаправки, тож поранений письменник прямує крізь ліс туди. Йому перешкоджають вбивчі, темні фігури, схожі на тих, що він бачив у своєму сні. Борючись з Пітьмою світлом зі знайденого неподалік ліхтарика, Алан неодноразово стикається з ефірною фігурою в антикварному водолазному костюмі (озвучений Джеймсом Маккеффрі), схожою на бачену у кошмарі про маяк. Незнайомець залишає сторінки манускрипту під назвою «Відбуття» (англ. Departure, також може бути перекладено як смерть), нібито написаного Аланом, проте він не пам'ятає як його писав. Невдовзі він виявляє, що події, описані на сторінках манускрипту, збуваються, а тіньові постаті — це городяни, одержимі Пітьмою. Вейк зустрічає одержимого Карла Стакі, вбиває його і діставшись до заправки викликає поліцію. Шериф Сара Бейкер (озвучена Джессікою Алекзандер) запевняє його, що будинок на озері пішов під воду тридцять років тому під час виверження вулкана. Крім того, виявляється, від часу прибуття в Брайт-Фолз уже минув тиждень. Бейкер вважає, що Алан сильно вдарився головою, і дорогою до відділку, проїжджає повз озеро, щоб показати йому, що там немає а ні бунгала, а ні острова, і, на превеликий жах Алана, вона має рацію. |

| Епізод 2: «Зникла» (англ. Taken). |
| Епізод починається з флешбеку трирічної давнини. Алан заходить у свою квартиру в Нью-Йорку, де його зустрічає дружина. Вона показує йому кілька макетів книги, яку він зараз пише, «Раптова зупинка». Незабаром після цього відбувається відключення електроенергії, якого Еліс боїться через свій страх темряви. Подружжя запалює кілька свічок, і Алан розповідає дружині історію про «Клікер» — старий перемикач, що в дитинстві подарувала йому мати, бо хлопець тоді теж боявся темряви. Він передає вимикач коханій, щоб спробувати її втішити. Алан, сповнений рішучості знайти зниклу дружину, опиняється в поліцейському відділку, але не розповідає шерифу Бейкер про містичні події, вважаючи, що вона прийме його за божевільного і замкне в лікарні. Несподівано телефонує чоловік, який називає себе викрадачем Еліс. Він призначає зустріч на піку Закоханих опівночі, а на підтвердження залишає водійські права Еліс біля відділку. Незабаром туди ж прибуває психіатр доктор Еміль Гартман (озвучений Марком Блумом) і запрошує Вейка в свою резиденцію на озері Колдрон Лейк Лодж, яка також служить пансіонатом для його пацієнтів. Алан, розлючений його візитом, ламає Гартману ніс. Незабаром його агент і найкращий друг, Баррі Вілер (озвучений Фредом Берманом), який, не отримавши жодної звістки від подружжя протягом цілого тижня, прибуває в поліцейський відділок Брайт-Фолз. Алан і Баррі прямують до національного парку Елдервуд, щоб орендувати там будиночок, Баррі не вірить в розповіді письменника. Вночі Вейк самотужки вирушає до піку. Дорогою він бачить як табір руйнує вихор Пітьми. Алан намагається врятувати пораненого доглядача табору Расті, котрий розповідає, що тільки-но пережиті події, були такими ж, як на знайденій ним нещодавно сторінці. Вейк змушений застрелити одержимого Пітьмою Расті, після чого, переслідуваний іншими одержимим, дістається до місця зустрічі. Вдвох з викрадачем вони змушені оборонятися проти одержимих. Після цього викрадач вимагає в обмін на Еліс рукописи Алана, нібито написані впродовж забутого письменником тижня. Обидва вступають у бійку і в кінцевому підсумку падають з краю скелі, хоча жоден не зазнає серйозних ушкоджень. Пізніше Алану дзвонить Баррі, який каже, що в будинку вимкнулось все світло, а надворі божеволіють птахи. Дорогою викрадач по телефону призначає зустріч на старій покинутій шахті через два дні, Вейк має віддати йому весь рукопис, інакше його дружина помре. Алан пробивається до Баррі, що сховався в будинку, оточеному зграєю одержимих Пітьмою ворон і розганяє птахів світлом, після чого Баррі починає вірити Алану. Врятувавши Баррі від птахів, Алан відправляє його в місто перевірити, чи знає там хтось цього викрадача. Тим часом сам Алан намагається написати решту рукопису, але не може написати ані слова. Баррі, в свою чергу, отримує дзвінок від Роуз, офіціантки та затятої прихильниці книг Алана — вона стверджує, що знайшла всі рукописи, які той створив за тиждень, якого не пам'ятає. Коли дзвінок закінчується, камера фокусується на Роуз, що стоїть як зомбі в темряві, і показує жінку в чорному (ту саму жінку, яка дала Алану ключ від бунгало на озері) позаду неї і каже Роуз: «Хороша дівчинка». |

| Епізод 3: «Викуп» (англ. Ransom). |
| Алан з Баррі приїжджають у трейлерне поселення, де живе Роуз. Їх зустрічає власник території, і дорогою до трейлера Роуз, Алану дзвонить шериф Сара Брейкер і повідомляє, що агент ФБР хотів би поставити йому кілька запитань. Потім Баррі розповідає, що під час своїх пошуків особи викрадача в місті, він дізнався деякі місцеві легенди, зокрема про чоловіка на ім'я Томас Зейн і Барбару Джаґґер, які, здавалося, померли ще в 1970-х роках за дивних обставин. Вони приходять до потрібного трейлера, щоб отримати рукопис, але обидва втрачають свідомість, випивши кави Роуз. Під час сну, Алан бачить вже знайому йому фігуру у водолазному костюмі, яка каже йому ввімкнути світло. Коли Алан прокидається, він на долю секунди помічає жінку в чорному, але, увімкнувши світло, розуміє, що у нього залишилося лише дванадцять годин, до зустрічі з викрадачем і все ще немає рукопису. Баррі все ще непритомний і Алан вирішує підігнати машину, щоб простіше було тягнути туди друга. В цей час прибуває агент ФБР Найтінгейл (озвучений Тімоті Маккрекеном), який дуже підозріло ставиться до Алана. Власник трейлерного парку, подзвонив у поліцію, коли помітив, що Алан і Баррі так і не вийшли з трейлеру Роуз до самої ночі. Алан намагається втекти від поліції, тому агент Найтінгейл відкриває вогонь. Вейк змушений тікати в ліс і залишити непритомного Баррі позаду. В погоню за письменником відправлено наряд поліції, людей з якого, в нічному лісі дуже швидко підкорює собі Пітьма. Здалеку Алан бачить вишку радіостанції та згадує про зустріч з місцевим радіоведучим Петом Мейном. Він прямує туди в надії, що доброзичливий ведучий допоможе Алану дістатися до вугільної шахти, де його повинен чекати викрадач. Радий зустрічі з відомим письменником, ведучий вигукує в прямому ефірі по радіо, що сам Алан Вейк прибув до нього в гості, і сподівається отримати від нього інтерв'ю. З цього, однак, стає відомо про місцезнаходження біглого письменника, з'являється місцева поліція та Найтінгейл, який знову відкриває вогонь, майже влучивши в Алана та Пата, тому Алан знову тікає. Прямуючи до старої залізничної станції, Алан отримує дивний дзвінок від дружини, яка розповідає йому, якою самотньою вона почувається, як її тримають у темряві та просить Алана допомогти. Водночас Алан помічає, що щось не так у тому, як вона звучить, але розуміє, що наразі нічого не може з цим вдіяти. Нарешті Вейк знаходить машину саме тоді, коли сонце починає сходити, і прямує до вугільної шахти. Він прибуває вчасно, але чекає до пізнього вечора, оскільки викрадач так і не з'являється. Пізніше йому дзвонить викрадач і каже знайти його на Дзеркальному піку над озером Колдрон, інакше він уб'є Еліс. Розуміючи, що у нього немає вибору, Алан погоджується і вирушає в дорогу. Пробираючись між старими будівлями, він помічає торнадо, що прокладає свій шлях у тому самому напрямку, куди прямує і він сам. Пробравшись крізь покинуту шахту, Алан чує переляканий голос викрадача неподалік, котрий розповідає комусь, що насправді ніколи і не мав його дружини. Нарешті Алан добирається до викрадача, за секунду до того, як їх обох схопить торнадо під управлінням Пітьми. Схопивши сигнальний вогонь, зі страху кинутий викрадачем, Алан, підхоплений шаленим вітром летить зі скелі в темні води озера Колдрон. Занурюючись все глибше, Алан бачить неясні уривки видінь-спогадів про те як жінка в чорному затягла Еліс в озеро та про випавший з пам'яті тиждень, коли він писав манускрипт, сторінки з передбаченнями якого зараз збирає по всьому місту. Епізод закінчується, показуючи як тонучого Вейка рятує невідома фігура. |

| Епізод 4: «Істина» (англ. The Truth). |
| Алан бачить дивні видіння про те, як доктор Гартман каже йому зберігати спокій, і що він сам ввдоить себе в оману, хоча ці видіння розмиваються між Гартманом та Еліс. Невдовзі Алан прокидається в Колдрон Лейк Лодж, який колись був готелем, а тепер працює як психіатричний пансіон для «митців», очолюваний самим Гартманом. Той розповідає, що дружину Алана було вбито, а всі події, що відбулися, були плодами його уяви. У пансіоні Вейк зустрічається з двома пацієнтами, яких він вперше зустрів, коли тільки-но прибув у Брайт-Фолз, пристарілими братами Андерсонами, двома учасниками групи Old Gods of Asgard, обидва з яких, здається, мають деменцію. У той час як Гартман йде перевірити електрику, бо в пансіоні починає мерехтіти світло, брати радять Алану піти на їхню ферму, щоб знайти давно написану ними пісню, про «Леді Світла». Від них же Вейк дізнається, що Томас Зейн свого часу втратив дружину Барбару. На дні озера, де він часто займався пірнанням, він виявив Темну Сутність, яку погодився випустити в обмін на оживлення дружини. Але та повернулася до життя лише імітацією, наповненою пітьмою. Томас у спробі знищити Темну Сутність зник з нею у водах озера, а зло лишилося чекати коли його випустить до кінця хтось інший. Вночі непосидючі Андерсони влаштовують безлад в пансіоні і Алан використовує цю можливість для втечі. В одній з кімнат він знаходить магнітофон, на якому записана колись телефонна розмова Гартмана та Еліс. Він розуміє, що це той самий, хоча і відредагований, запис, який він чув під час дивного дзвінка Еліс, коли прямував у покинуту шахту на зустріч з «викрадачем». В іншій кімнаті він зустрічає Баррі, замкнутого Гартманом. Втікачі вриваються в офіс Гартмана, щоб забрати всі раніше знайдені Аланом сторінки рукопису, проте Гартман входить і намагається переконати письменника приєднатися до нього у створенні «чогось абсолютно прекрасного» за допомогою сили озера. Пансіон атакує Пітьма і забирає Гартмана. Вейк разом з Баррі тікають зі зруйнованої будівлі та, у той час, як Баррі хоче вирватися з Брайт-Фолз, Алан наполягає на тому, що вони мають дістатися до ферми Андерсонів, оскільки там є щось, що може допомогти знайти його дружину. Пітьмі вдається скинути їх машину з кручі, хоча Алану та Баррі вдається втекти неушкодженими, вони опиняються розділеними і змушені добиратися до ферми поодинці. Втікачі дістаються до будинку Андерсонів, і коли вони вмикають електрику, чують стару пісню гурту про «Леді Світла». Вони прослуховують платівку повністю і розуміють, йдеться про Синтію Вівер (озвучену Ліндою Кук), місцеву помішану на вчасній заміні лампочок по всьому Брайт-Фолз навіжену, що працює на водній електростанції. Алан і Баррі вирішують дочекатися ранку, щоб знайти Синтію, а тим часом знаходять самогон братів Андерсонів. Завдяки самогону, що містить нефільтровану воду з озера Колдрон, де живе Темна Сутність, письменник пригадує події тижня між прибуттям у Брайт-Фолз і аварією. Виявляється, Темна Сутність в тілі жінки в чорному, Барбари Джаґґер, запропонувала врятувати Еліс, якщо Алан напише роман під її диктовку, тим самим звільнивши зло. Раціональна частина його розуму через тиждень зуміла вписати Томаса Зейна в історію, щоб той відволік одержиму Пітьмою Барбару, поки Алан втікатиме з будинку на озері тією самою машиною, в якій він і розбився. Коли Алан отямлюється, над ним стоїть агент Найтінгейл, щоб заарештувати. |

| Епізод 5: «Клікер» (англ. The Clicker). |
| Коли Алан починає прокидатися у тюремній камері, де в нього виникають дивні видіння про Леді Світла, Синтію Вівер. Через кілька хвилин агент Найтінгейл і шериф Сара Брейкер заходять у двері, хоча Сара, здається, роздратованою на Найтінгейла через його нещодавні дії. Найтінгейл пояснює, що він має всі необхідні докази для ув'язнення Алана, через рукопис Вейка, який містить подробиці про «вбивство федерального агента». Коли світло починає мерехтіти, Алана починають мучати дивні видіння і він згортається від болю на підлозі. Поки Сара намагається зрозуміти, що з ним коїться, Найтінгейл вважає, що той прикидається, і націлює на нього пістолет. Однак Найтінгейл впізнає ці події, оскільки він прочитав їх на одній зі сторінок рукопису Вейка. Коли він тягнеться до сторінок рукопису, які має, торнадо з Пітьми висмиктує агента ФБР з кімнати тюремної камери і світло у відділку гасне. Алан розповідає Сарі все що він знає про Пітьму і каже, що йому потрібно побачити Синтію Вівер, яка працює і, судячи з усього, живе у місцевій водній електростанції на греблі. Увімкнувши резервний генератор на станції, у шерифа виникає ідея, що вони можуть скористатися гелікоптером у пожежній частині, щоб швидко дістатися до греблі. Зрештою Алан, Баррі та Сара пробираються до гелікоптера і досягають електростанції, де живе Синтія. Відчинивши двері електростнції, Алана зустрічає Синтія Вівер, яка говорить про «добре освітлену кімнату», де лежить те, що потрібно Алану для боротьби з Пітьмою. Переслідувані торнадо під управлінням Пітьми, група на чолі з Синтією добираються до місця признчення, де Алан знаходить сторінку, написану Томасом Зейном, і «Клікер», який він колись віддав Еліс. На сторінці пояснюється, як Алан отримав Клікер у дитинстві, а також інструкції, як перемогти Пітьму. Алан розуміє, що для успіху, він повинен точно слідувати написаному на сторінці, втіливши в життя всі описані там події. |

| Епізод 6: «Відбуття» (англ. Departure). |
| Алан, Баррі, Сара та Синтія стоять у Добре освітленій кімнаті. Алан натискає кнопку на Клікері, розмірковуючи, чи вплинуло це на щось, хоча, здавалося б, нічого не змінилося. Алан каже групі, що йому потрібно повернутися у будинок на озері, оскільки в друкарській машинці все ще знаходиться остання сторінка манускрипту, яку він повинен дописати, щоб закінчити історію. Коли Алан покидає Добре освітлену кімнату, він виявляє, що ніч раптово перетворилася на день, вважаючи, що це якимось чином зробив Клікер. Просуваючись до озера, Вейка переслідує дедалі більше видінь, і раптом день знову перетворюється на ніч, коли Пітьма знову може атакувати. На Алана чекає довга подорож, оскільки на нього нападають одержимі люди і птахи та навіть предмети, а Темна Сутність продовжує кидати з неба великі уламки і кораблі з місцевого порту. Нарешті письменник добирається до озера Колдрон, де на нього чекає Барбара Джаґґер, що стоїть посеред великого торнадо. Алан ослабляє торнадо світлом з ракетниці і стрибає в озеро, як і було описано на сторінці манускрипту, і перед тим, як впасти у воду, втрачає свідомість. Алан прокидається у своїй нью-йоркській квартирі і Еліс лежить поруч з ним. Все здається йому неправильним, а Еліс стверджує, що це Алан боїться темряви, а не вона. Коли він проходить через квартиру, Еліс телепортується перед ним і намагається завадити підібрати Клікер, який чомусь лежить на столі у вітальні. Натиснувши на кнопку Клікера, видіння квартири зникає і Томас Зейн з'являється перед Вейком. Зейн каже Алану, що йому потрібно дістатися до будинку в озері, щоб перемогти Барбару. Раптом поруч з ним з'являється копія Алана, якого Зейн називає містером Скретчем (англ. Mr. Scratch). Зейн каже Алану, що Скретч повернеться в реальний світ, а справжній Алан залишиться в Темному місці. Алан заходить в будинок і знаходить там Барбару з дірою замість серця. Вона стверджує, що знайде нове тіло, яким зможе володіти, і Алан, слідуючи інструкціям зі сторінки рукопису, просовує руку з клікером в отвір у грудях Барбари. Натиснувши на нього, письменник бачить, як Барвара наповнюється світлом і згорає. Алан піднімається нагору до кімнати з друкарською машинкою і дописує історію. Фінал гри неоднозначний і відкритий для тлумачення. Флешбек про те, як Алан стрибає в озеро, щоб врятувати Еліс, після чого всі події історії показуються у зворотному порядку, ніби відмотуючи час назад. Потім показано, як Еліс випливає з озера і сидить на пустому причалі, кличуча Алана, при цьому будинку на озері все ще немає, а Алана ніде не видно. Брайт-Фолз зображений у середині свого щорічного свята — Дірфесту (до якого залишалося 2 тижні, коли туди прибули Алан і Еліс), а Роуз, яка явно трохи не в собі, тепер тримає в руках ліхтар, що носила з собою Синтія, Леді Світла. Позаду Роуз видно агента Найтінгейла, який виглядає майже так само, як одержима Барбара Джаґґер. Потім Алана знову показують за його друкарською машинкою, Пітьму все ще видно у вікнах його кабінету. Потім він каже: «Це не озеро… це океан». |

| Додатковий епізод 1: «Сигнал» (англ. The Signal). |
| Пряме продовження фіналу основної гри. Алан опиняється біля закусочної Брайт-Фолз, а нічна пора в один момент змінюється на денну. Увійшовши в закусочну, письменник відчуває себе в сюрреалістичному сні з почуттям déjà-vu, бо події розгортаються подібно до того, як в день його прибуття в Брайт-Фолз — усе моторошно знайоме, але не на місці. Алан не може згадати, де він був до цього моменту, але знає, що він повинен піти в задню частину закусочної. Через дзеркало з ним розмовляє Томас Зейн і закликає Вейка «не йти ще далі, ніж він вже є» і що Алан повинен «зосередитися». Раптом Алан усвідомлює, що знаходиться в Темному місці. Зейн передає ліхтарик і пістолет, заявляючи, що вони лише імітація фізичного світу. Вийшовши з закусочної, Алан несподівано опиняється посеред лісу, і вважає, що щось пішло не так з фіналом «Відбуття». У самотньому будинку, Алан знаходить сторінку рукопису і розуміє, що це його робота, але слова «змішані фрагменти, схожі на сновидіння». З Вейком знову зв'язується Зейн і каже, що може йому допомогти, але Алан повинен припинити «скочуватися глибше» й «слідувати сигналу». Звідти Алан слідкує за сигналом сюрреалістичними вулицями Брайт-Фолз, стикаючись з дивними телевізорами, що показуюсь маніакальнішу версію його самого, котра використовує силу Темного місця, щоб створити обставини, які занурюють Алана в небезпеку, посилаючи за ним орди одержимих. Зрештою Зейн виявляє, що сам Алан є причиною його поточного становища. Маніакальна версія Алана на телеекранах — це ірраціональний аспект підсвідомості Вейка, охопленого страхом, а його шалені думки впливають на світ Темного місця. Письменник знову прокидається в будинку на озері і розуміє, що все ще в пастці. |

| Додатковий епізод 2: «Письменник» (англ. The Writer). |
| Все ще перебуваючи в пастці Темного місця, Алан приходить до тями та визнає, що він є причиною божевілля — це визнання допомагає йому відновити всі свої втрачені спогади. Зейн каже йому, що «ірраціональний Алан» все ще перебуває в будинку на озері, контролюючи Темне місце, тож «раціональний Алан» повинен відновити контроль, щоб мати хоч якийсь шанс втекти. Зейн спрямовує Алана до маяка через все сюрреалістичніший ландшафт, тоді як ірраціональний Алан намагається зупинити його, створюючи ілюзії Еліс, маніпулюючи ландшафтом і посилаючи за ним орди одержимих. Зрештою Алан перехитрує свою ірраціональну половину і досягає будинку на озері. Коли Алан наближається до будинку, з'являється уявна версія Баррі та каже Алану, що йому доведеться відкинути всі ілюзії. Знищивши всі свої захоплені Пітьмою спогади, Вейк заходить в будинок та піднімається нагору, де на підлозі бачить себе в маніакальному припадку. Коли раціональний Алан торкається своєї ірраціональної частини, вони нарешті зливаються в одне ціле. Тепер, здобувши нове відчуття ясності і концентрації, письменник розуміє, що він може не вижити або не знайти шляху до реальності, якщо послизнеться вдруге. Розуміючи, що покинути Темне місце може бути неможливо, Алан підходить до своєї друкарської машинки і починає писати. Коли текст на екрані стає чітким, стають видимими написані ним слова: «Повернення», автор Алан Вейк. Це підсилюється фінальною фразою головного героя: «Мене звати Алан Вейк, я письменник». |

## Розробка

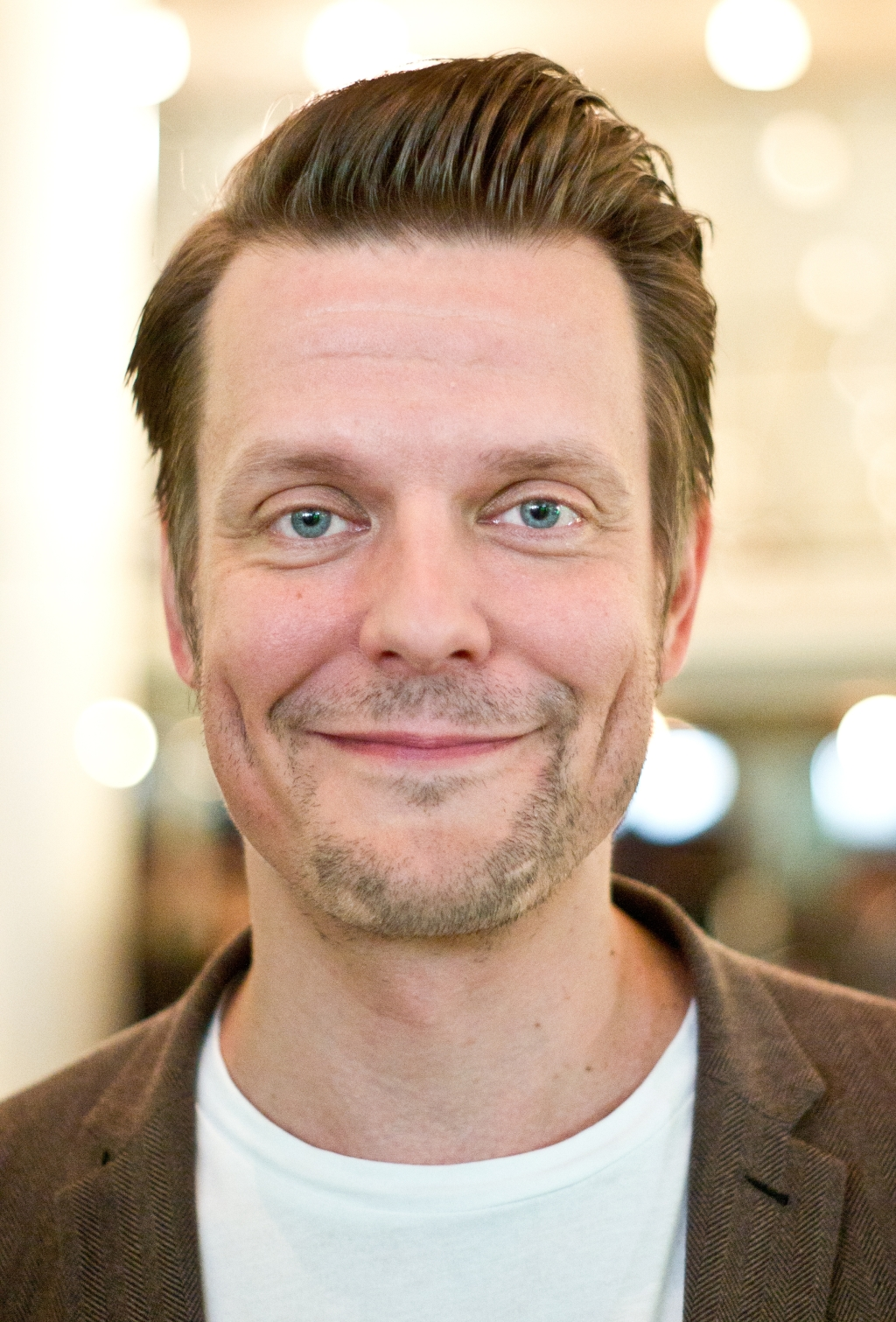
Сем Лейк — креативний директор Remedy і автор сценарію всіх її проєктів

До 2003 року фінська студія Remedy Entertainment створила високо оцінені критиками Max Payne (2001) і його продовження Max Payne 2: The Fall of Max Payne (2003). Після випуску Max Payne 2, команді розробників знадобився деякий час на те щоб «оговтатися від кранчу» і почати роботу над концепціями наступних проєктів, серед яких був і Alan Wake. Метою нового проєкту була глибша за серію Max Payne історія, розказана у видовищному екшн форматі. Команда надихалася творами Стівена Кінга, Птахами Альфреда Гічкока, Сяйвом Стенлі Кубрика та Твін Піксом Девіда Лінча, розглядаючи при цьому епізодичний формат, щоб зробити проєкт більш схожим на телевізійне шоу. Основні наративні елементи було закладено на ранніх стадіях розробки: успішний письменник Алан Вейк опиняється в маленькому містечку Брайт-Фолз, де через надприродні події його твори оживають.
Щоб ще більше віддалити свій новий проєкт від лінійного стилю Max Payne, команда планувала зробити Alan Wake з механікою відкритого світу і вільним переміщенням, подібно до серії Grand Theft Auto. Вони навіть розробили напівавтоматичну програму, щоб допомогти створити цей відкритий світ, використовуючи свої дослідження Тихоокеанського північно-західного біому, де розташовувався вигаданий Брайт-Фолз. Наприклад, ця програма дозволяла розробникам прокладати дорогу через весь ігровий світ, таким чином, щоб забезпечити відсутність рослинності біля магістралі, хоча додавала чахлі паростки трави біля її країв і під'їзні канави та інші елементи вздовж дороги, що значно спрощувало створення світу. Remedy також хотіли, щоб Alan Wake мав якомога кінематографічніший вигляд, тому контраст між світлом і темрявою відігравав критичну роль, і на початкових стадіях розробки проєкт мав механіку динамічної зміни циклу дня і ночі. Проєкт був більше схожий на симулятор виживання, де у світлий час доби гравець мав би збирати ресурси — бензин для запуску портативних генераторів і освітлення, щоб захищатися від Пітьми вночі, тощо. За словами креативного директора Remedy, Сема Лейка, такий підхід створював численні труднощі для написання наративу трилера, бо дуже важко пояснити гравцю, як саме ці геймплейні елементи пов'язані з надприродними подіями. Наприклад, Лейк сказав, що одна ідея була заснована на надприродних подіях, пов'язаних із несплячим вулканом під озером, що по сюжету призводило б до евакуації жителів Брайт-Фолз і залишало Алана самого розбиратися з надприродними силами.
Alan Wake, анонсована у червні 2005 року на E3, все ще використовувала всі описані вище механіки відкритого світу, збору ресурсів і циклу дня і ночі та позиціонувала себе, як «проєкт для наступного покоління ПК і консолей». Гра була показана пресі за зачиненими дверима у формі техно-демо — тієї ж самої, що Remedy використовувала у пошуках компанії-видавця. У 2006 році студія оголосила про співпрацю з Microsoft Game Studios, що робило гру ексклюзивом для Xbox360 і поточної на той час операційної системи Windows Vista.
Remedy все ще продовжували боротися з об'єднанням механік виживання у відкритому світі та зосередженості на сюжетній складовій. Тепер, цю, і без того непросту задачу, ускладнювало залучення до процесу розробки Microsoft з їх постійними пропозиціями щодо покращення того чи іншого аспекту гри, які Лейк схарактеризував як «забагато кухарів на одній кухні». Команда розробників пропустила значну кількість виробничих віх, оскільки пробувала різні зміни формату свого відкритого світу, не маючи при цьому чіткого бачення, яким же все-таки повинен бути геймплей в кінцевій версії їх продукту. Приблизно через три роки розробки, команда визнала, що їм потрібно зупинитися та визначитися, якими мали бути основні елементи ігрового процесу. Remedy сформували так звану «групу сауни», зібравши лідерів кожного відділу компанії в одній кімнаті, з метою остаточно визначити всі ігрові механіки, які залишаться в Alan Wake, втрачаючи при цьому якомога менше напрацьованого матеріалу — «з усім жаром і тиском на нас», жартує Сем Лейк. Це зайняло близько двох місяців, але результатом став переглянутий геймплей існуючого відкритого світу, який розбили на лінійні рівні-розділи для фінальної версії гри, з можливістю додавати деякі додаткові ресурси в разі потреби. Переглянута версія дозволяла використовувати деякі рівні для денного часу, щоб просувати сюжет, дозволяючи гравцю розмовляти з персонажами і досліджувати локації, тоді як інші призначались для нічних рівнів, заснованих переважно на боях. Відмова від відкритого світу також краще підтримувала наратив трилера. Іншими ключовими ідеями переосмисленого геймплею цього періоду розробки, була сама концепція «одержимих» ворогів і того, як саме гравець буде боротися з ними, як ці вороги з'являтимуться та внутрішньоігрові сигнали, які гравець бачитиме й чутиме, щоб підготуватися, а також використання освітлених безпечних притулків між боями. Лейк заявив, що збережені елементи відкинутої механіки відкритого світу, в підсумку допомогли розробникам надати «відчуття реальності» у Alan Wake. Оскарі Хаккінен, тодішній голова відділу розвитку франшизи, сказав, що збереження початкової карти світу з елементами, запланованими для деталізованого відображення на далеких відстанях, дало можливість створити орієнтири, щоб дати гравцю зрозуміти запланований для нього напрямок на рівнях, та загалом допомогло загальній цілісності ігрового світу.
Перші скріншоти зображували персонажа Алана Вейка в абсолютно іншому вбранні, а також інше планування міста Брайт-Фолз порівняно з фінальною версією гри.
За словами Лейка, персонаж Алана Вейка мав стати протилежністю Максу Пейну. У той час як Макс був поліцейським і, краще підходив для бойовиків, розробники хотіли, щоб Алан став нетиповим героєм бойовиків, зробивши його письменником, втягнутим у небезпечні події випадково. Ближче до кінця розробки гри, історія Алана Вейка почала ставати такою собі метафорою життєвого циклу Remedy. Згідно з Лейком: минула робота Алана як романіста була заснована на вигаданому поліцейському детективі (віддзеркалення Макса Пейна у випадку Remedy), але тепер він переживає труднощі з написанням іншого жанру (проблеми розробників з пошуком бачення для Alan Wake).
Художники проєкту розробили моделі ворогів поливаючи вже намальовані концепти водою, щоб зробити їх «трохи не з цього світу». Для створення персонажа самого Алана Вейка, Remedy використовували «концептуальні фотографії» на відміну від традиційніших малюнків. Всі персонажі гри були створені за образами реальних людей. Алан був створений за образом фінського актора Ілкка Віллі (англ. Ilkka Villi), а його дружина Еліс — за образом Йонни Ярвенпяя (англ. Jonna Järvenpää) — вони є єдиними фінськими моделями в грі, всі ж інші моделі були американцями. В озвучуванні були задіяні місцеві актори з Японії та Америки для відповідних регіонів.
Після чотирьох років неодноразової демонстрації версії для Microsoft Windows, у 2009 році Remedy оголосили, що на той момент гра розроблялася суто для Xbox 360 і рішення про створення ПК-версії знаходиться в руках Microsoft. У серпні 2009 року розробку гри було офіційно оголошено «завершеною» і проєкт перейшов на стадію полірування. Гра пішла на золото 7 квітня 2010 року та вийшла 14 травня. Після релізу в 2010 році компанія Remedy заявила, що портування гри на ПК «на даний момент не заплановано». Однак майже через два роки після випуску, студії розробників вдалося викупити у Microsoft права на видання ПК-версії.

### Відсилки та алюзії
На проєкт вплинули певні фільми, телешоу та книги, на які він часто посилається та віддає належну шану багатьом митцям і їх роботам. Remedy пояснили спільні з іншими творами теми, як «взяти знайомий людям елемент і створити щось власне, і, сподіваюся, унікальне для ігор, але все ще знайоме з інших форм мистецтва».
Автор бестселерів Стівен Кінг став головним натхненням для сценарію Alan Wake. Протагоніст письменник, чиї роботи оживають, — це тема, яку Кінг досліджував у ряді своїх творів. У своїй розповіді, Вейк кілька разів натякає на Кінга, включно з початковим рядком гри, в якому він прямо цитує майстра жахів. Гра також віддає данину поваги фільму «Сяйво» (за мотивами однойменного роману Кінга) з живою огорожею, подібною до культового лабіринту у фільмі, серед інших посилань, а також іншому роману Кінга, Крістіна, з однією з машин у грі, дуже схожою на неї. У самого Кінга попросили дозволу використати його цитату. Він також отримав копії гри як «подяку», але не зміг їх випробувати, оскільки не має Xbox. Окрім творчості Кінга, Лейк посилався на твори Брета Істона Елліса та Ніла Ґеймана, а також на «Будинок з листя» Марка З. Данилевського.
У грі є кілька телевізорів, які можна знайти в різних районах міста. Кожен з них показує короткий епізод вигаданого серіалу «Night Springs», що є відсилкою до телесеріалу «Сутінкова зона», створеного Родом Серлінгом наприкінці 1950-х років. Альфред Гічкок також згадується як джерело натхнення: зграї птахів, які часто нападають на головного героя, створені під впливом його класичного фільму жахів «Птахи».
Місце дії гри, Брайт-Фолз, черпає багато натхнення з телешоу початку 1990-х, «Твін Пікс», дія якого відбувалася в подібному місті. Обидва вигадані маленькі містечка розташовані в штаті Вашингтон. Щоб дослідити тихоокеанський північний захід для сетингу гри, команда Remedy вирушила в цей район і проїхала більше трьох тисяч кілометрів між Орегоном в штаті Вашингтон і Британською Колумбією в Канаді, протягом двох тижнів, зробивши понад 6 тисяч фотографій і відео різноманітних природних явищ і американських невеликих міст у цьому районі. Серед них Асторія, штат Орегон, і Норт-Бенд, штат Вашингтон, де знімали «Твін Пікс», а також місця в районі Сіетла, які використовувалися для знімання фільму «Дзвінок». Навіть після повернення до Фінляндії команда Remedy звернулася до корпорації Microsoft у Вашингтоні, щоб отримати допомогу з додатковими фотографіями.

### Епізодичний формат
За своєю структурою сюжет Alan Wake має схожості з телепрограмами на містичні теми, де кожен епізод додає ще одну частину головоломки до основної поточної історії, при цьому маючи окремий власний сюжет. Таким чином, Alan Wake структуровано в епізоди засновані на наративних та сюжетних прийомах, які зазвичай використовуються на телебаченні — обов'язковий кліфгенгер в кінці кожного епізода є найяскравішим тому прикладом. Помітним запозиченням із телебачення є також послідовність рекапів «Раніше в Alan Wake…», яка відкриває кожен епізод і слугує для «оновлення пам'яті гравця та акценту на теми, які набувають актуальності в цьому епізоді». Фінал кожного епізоду представляє щоразу новий музичний трек, імітуючи певні телешоу, які також використовують різну музику під час завершальних титрів.
Основна гра поділена на шість епізодів, а два сюжетні доповнення, під назвою The Signal (укр. Сигнал) і The Writer (укр. Письменник), вийшли як завантажуваний контент. Alan Wake разом зі своїми доповненнями складають «Перший сезон» масштабнішої історії. Основна гра розроблена таким чином, щоб мати задовільний фінал, де головний герой досягає своєї мети, тоді як сюжетні доповнення ще далі розширюють історію базової гри, «[продовжуючи] оповідання та [слугуючи] мостом між сезонами». Ще в 2010 році розробники висловлювали зацікавленість у другому сезоні чи продовженні оригінальної гри.
Remedy обрали епізодичний формат розповіді, щоб створити певну стилізацію телесеріалу та задати необхідний їм темп. Розробники вважали перегляд епізодів певних телешоу, подібно до дуже популярного на момент розробки гри, серіалу «Загублені», у формі сюжетних арок задають правильний темп для глядачів і є «природнім способом споживання медіа», також цей епізодичний формат краще підходив для довготривалої сюжетної гри. Розробники хвалили «Загублених» за трилерну складову телешоу.
У той час як Remedy хотіли використовувати епізодичний формат випуску, з послідовним релізом епізодів у цифровому вигляді, Microsoft натомість підштовхнули розробників до єдиноразового випуску базової гри на фізичних носіях. Філ Спенсер, голова Xbox Game Studios, сказав у 2020 році, що на той час Microsoft були стурбовані доцільністю подібного формату та його доходним потенціалом, прогнозуючи, що продажі будуть падати з кожним наступним епізодом, вважаючи, що повноцінний випуск всієї гри буде вигіднішим. Спенсер сказав, що відтоді вони визнали це твердження помилковим, бо не всі проєкти мають притримуватись однієї системи монетизації, а великі видавці повинні розширювати свій кругозір.

### Прихована реклама
Кілька реальних брендів і продуктів з'являються в Alan Wake. Розробники сказали, що, використовуючи продакт-плейсмент, вони намагалися «бути дуже консервативними та уважними до геймерів», і прагнули «зробити світ реальнішим, а не пхати рекламу вам в очі».
Приклади такого маркетингу включають батареки з логотипом Energizer, що Алан використовує для живлення свого ручного ліхтарика. Телефонний провайдер Verizon Wireless є ще одним відомим брендом у Alan Wake: окрім мобільних телефонів під брендом Verizon, які з'являються на екрані, є 30-секундна реклама бренду, яку можна переглянути на одному з інтерактивних телевізорів гри, а також натяк на відому рекламу компанії під час телефонної розмови в доповненні The Signal. Крім того, рекламні щити навколо Брайт-Фолз рекламують як Energizer, так і Verizon. У грі також можно помітити автомобілі Ford і Lincoln.
Кілька пов'язаних з Microsoft брендів також з'являються в грі. Автомобіль Алана та Еліс Вейк показує наявність бортової розважальної системи Ford Sync на базі Microsoft. Консоль Xbox 360 можна побачити в одному розділі гри, а поруч — коробка з диском вигаданої відеоігри Night Springs, що є колекційним предметом доповнення The Writer. У кількох епізодах можна побачити QR-коди Microsoft Tag, які можливо просканувати в реальному житті за допомогою відповідного додатку на своєму мобільному пристрої. Після сканування ці теги перенаправляли гравців на номер телефону з голосовою поштою від одного з персонажів гри або на вебсайт, спонсорований Verizon, де користувачі отримували доступ до ексклюзивних додатків Alan Wake на своєму Xbox акаунті. Ця функція була доступна лише в Сполучених Штатах.
Всю рекламу було видалено в ремастері 2021 року, а нові, розкидані по всій грі QR-коди, вели на приховані (відео, які не відображаються в пошуку і можливі до перегляду тільки при наявності дійсного посилання) YouTube відео завантажені Remedy. Відео не містили в собі суттєвого сюжетного вмісту і зображали тільки Алана Вейка, що зосереджено друкує новий манускрипт.

### Саундтрек
Партитуру до Alan Wake створив Петрі Аланко. Крім того у грі звучить пісня «War» рок-гурту Poets of the Fall з четвертого студійного альбому «Twilight Theater». Офіційний кліп гурту до цієї пісні зображує події гри, а головну роль там зіграв Ілкка Віллі, актор, що надав свою зовнішність Алану Вейку. За словами Сема Лейка, ця пісня «…є помітною частиною саундтреку Alan Wake, і її тема також тісно пов'язана з сюжетною лінією гри». Poets of the Fall також виконують дві оригінальні пісні від імені Old Gods of Asgard (старий рок-гурт, учасників якого, братів Андерсонів, Алан зустрічає у міру розвитку сюжету), «Children of Elder God» і «The Poet and the Muse». Раніше гурт створив завершальну тему до попередньої гри Remedy, Max Payne 2: The Fall of Max Payne, під назвою «Late Goodbye», яка заснована на вірші, написаному самим Лейком. Пісня «War», однак, не була написана спеціально для Alan Wake. 20 липня 2010 року вийшов офіційний саундтрек, що складається з 18 треків.
На додаток до оригінального саундтреку та вищезазначених пісень, Alan Wake містить і ліцензовану музику, що зазвичай використовуються наприкінці кожного епізоду чи в інших місцях. «Haunted» від Poe грає в кінці другого епізоду. «Space Oddity» Девіда Бові грає в фіналі гри. Композицію Аномі Белль «How Can I Be Sure» можна почути під час титрів у третьому епізді. «Coconut» Гаррі Нілссона звучить кілька разів під час гри.
Через закінчення терміну дії цих музичних ліцензій усі цифрові та роздрібні версії Alan Wake були зняті з продажу на всіх торгових майданчиках 14 травня 2017 року. Remedy пропонували великі знижки на свій тайтл за кілька днів до видалення. Ця ситуація не вплинула а ні на тих, хто вже володіє основною грою, а ні на доступність Alan Wake's American Nightmare, хоча з цим тайтлом, ймовірно, відбудеться теж саме, коли закінчиться термін дії чинних ліцензійних угод. За сприянням Microsoft студії вдалося відновити ці ліцензійні угоди до жовтня 2018 року, і гру було повторно розміщено в цифрових магазинах.

## Реліз
На релізі Alan Wake була ексклюзивом ігрової консолі Xbox 360. Вихід гри був запланований на 18 травня 2010 року в Північній Америці та на 21 травня в Європі. Коли 7 квітня 2010 року гра пішла на золото, дату випуску в Європі перенесли на тиждень вперед. В результаті, спочатку гра вийшла в Європі 14 травня 2010 року, а потім у Північній Америці 18 травня. 23 листопада 2010 року Alan Wake стала доступна через сервіс Games on Demand у Xbox Live. 16 лютого 2012 року вийшла версія для Microsoft Windows.
Alan Wake також випустили обмеженим колекційним тиражем, упакованим у футляр, що нагадує книгу в твердій палітурці. Колекційне видання містило гру, книгу під назвою «The Alan Wake Files» та ексклюзивний компакт-диск із саундтреком. Це видання також містило коментарі розробників і коди для доступу до віртуальних предметів профілю гравця на Xbox 360: теми та одяг для аватара.

### Версія для Microsoft Windows
Попри рішення Microsoft про скасування ПК-версії, Оскарі Хаккінен з Remedy заявив, що «ПК-ігри є частиною спадщини Remedy» і що розробники все ще хочуть випустити версію для Windows. Тож Remedy продовжували тиснути на Microsoft і, зрештою, в середині 2011 року, отримали згоду. Хаккінен пояснив зміну планів Microsoft: частково постійними запитами Remedy, котрі не залишали видавця в спокої, допоки не отримали бажане, але і фактор часу зіграв тут не останню роль — адже Microsoft були не проти залучити нову аудиторію гравців до виходу American Nightmare у 2012 році. Коли розробка ПК-версії нарешті почалась, невелика команда з Remedy співпрацювала з фінським незалежним розробником Nitro Games. Замість того, щоб починати з раніше скасованої версії для Windows, команда працювала з кодом Xbox 360 і додала нові функції, щоб скористатися перевагами потужніших елементів на сучасних комп'ютерах того часу. Розробники хотіли зробити гру максимально сумісною з типовими для комп'ютерів елементами керування — клавіатурою та мишкою на додаток до контролера, а також поліпшити вже трохи застарілу графіку. Матіас Міллірінне, генеральний директор Remedy, заявив, що ці елементи важливі, оскільки «якщо це не налаштовано до досконалості, вплив візуальних ефектів втрачається і емоційний накал просто зникає». Розробка версії для Microsoft Windows була завершена приблизно за п'ять місяців, а анонсували її в грудні 2011 року.
Версія, що включає основну гру та обидва її сюжетних доповнення, вийшла на платформі Steam 16 лютого 2012 року. Через 48 годин Remedy оголосили, що прибуток від продажів, вже перевищив витрати на її розробку та маркетинг. Фізичні диски з ПК-версією під видавництвом Nordic Games поступили у продаж 2 березня 2012 року як у звичайному, так і в колекційному виданні. Розповсюдженням фізичних копій гри в Сполучених Штатах з 24 квітня 2012 року займалися Legacy Interactive.
У грудні 2013 року Remedy та Xbox випустили спеціальне колекційне видання культового горора з новим вмістом на диску, включаючи 44-сторінковий цифровий комікс за авторством художників Геррі Кіссела та Аміна Амата, і сценариста Мікко Рауталахті з Remedy Entertainment, який також є одним з авторів сценарію основної гри.

### Мінісеріал «Bright Falls»
Мінісеріал Bright Falls з'явився за кілька тижнів до релізу гри на YouTube та у сервісі Xbox Live. Шість епізодів Bright Falls були написані в співавторстві з режисером Філліпом Ваном, і слугує приквелом до гри, дія якої відбувається в однойменному місті до прибуття туди подружжя Вейків. Головний герой серіалу — Джейк Фішер (його грає Крістофер Форсайт), репортер газети, який відвідує місто у справах.
«Bright Falls» і гра Alan Wake мають кілька спільних персонажів, які об'єднують обидва проєкти: офіціантка закусочної Роуз Меріголд (акторка Меретт Бартлз), доктор Еміль Гартман (актор Брюс Кацман), радіоведучий Пет Мейн (актор Гален Фінн) та власне Алан Вейк (актор Ілкка Віллі, голос Метью Порретта), який ненадовго з'являється в останньому епізоді. Актори, які грають цих персонажів, також є озвучувачами та фізичними моделями для своїх персонажів у грі (крім самого Вейка). За словами режисера, епізоди були зняті в сільській місцевості штатів Орегон і Вашингтон, бо команда хотіла підібрати найбільш схожі з внутрішньоігровими локаціями реальні місця.
Вебсеріал починається, коли Джейк Фішер прибуває в Брайт-Фолз за завданням від його видавничої агенції, щоб взяти інтерв'ю у доктора Гартмана про його нову книгу. Після серії зустрічей з місцевими жителями, Джейк переживає нехарактерні для себе періоди тривалої втрати відчуття часу та втрати свідомості. Він виявляє, що прокидається посеред лісу та інших місць, не уявляючи як там опинився. У нього також розвивається непереносимість світла та денного часу в цілому. Що довше він залишається в Брайт-Фолз, то агресивнішою стає його поведінка. Коли Джейк усвідомлює це, він примотує себе скотчем до холодильника та вмикає камеру, щоб записати що відбувається з ним під час сну, аби зрозуміти причину такої поведінки. Манера знімання та наративи серіалу натякають, що Фішера повністю захопила Темна Сутність і ближче до фіналу він вже, скоріш за все, причетний до вбивства кількох людей, хоча і не до кінця усвідомлює це. Він зникає незадовго до прибуття Алана та Еліс Вейк, його доля невідома.

### Завантажувальний контент
Протягом 2010 року було розроблено та випущено два «особливих» епізоди Alan Wake у форматі завантажуваних доповнень, що розповсюджувалися через службу Xbox Live. Основна їх мета, це подолання сюжетного розриву між фіналом гри та умовним продовженням, яке було в планах Remedy з самого випуску першої гри, хоча вийти йому судилося аж через 13 років.
Перше доповнення з двох має назву «The Signal» і вийшло 27 липня 2010 року. Девід Гаутон з GamesRadar+ сказав, що це був один із найкращих сегментів гри, але, деякою мірою, це зробило основну гру для нього менш вражаючою.
Друге доповнення, «The Writer», вийшло 12 жовтня 2010 року. Ерік Брудвіг з IGN назвав це доповнення обов'язковим для всіх, хто вже придбав «The Signal», і сказав, що воно прекрасно завершує історію гри. Хоча і зауважив, що цінники обох доповнень були дещо завищеними порівняно з обсягом вмісту, який вони надавали.

### Книги
Колекційне видання включає 144-сторінкову книгу під назвою «The Alan Wake Files», яка деякою мірою розширює сюжетну лінію, завдяки висвітленню певних подробиць, яким не знайшлося місця у грі.
Однойменний роман про Алана Вейка за авторством Ріка Берроуза вийшов 25 травня 2010 року. Сюжет повторює події відеогри, проте час від часу дещо відрізняється від вихідного матеріалу та в цілому не вважається каноном, хоча і дає більше інформації про минуле та мотивацію агента ФБР Найтінгейла, персонаж якого в грі залишився майже не розкритим.
«Alan Wake: Illuminated» — це обмежене видання поєднаних між собою артбуку та розповіді команди про процес створення гри. Вийшов 14 травня 2010 року. «Alan Wake: Illuminated» поділено на чотирнадцять розділів, які також включають передмову Сема Лейка. У книзі розповідається про студію Remedy Entertainment, художнє оформлення та концепт-арт, численні погляди за лаштунки та створення гри. А також демонстрація невикористаних у грі матеріалів і висвітлення кожного епізоду.

## Оцінки і відгуки
| Агрегатор  | Оцінка                  |
| ---------- | ----------------------- |
| Metacritic | X360: 83/100 ПК: 83/100 |

| Видання                  | Оцінка |
| ------------------------ | ------ |
| Computer and Video Games | 9.0/10 |
| Eurogamer                | 7/10   |
| Game Informer            | 8.5/10 |
| GamePro                  | 4/5    |
| GameSpot                 | 8.5/10 |
| IGN                      | 9/10   |
| Spawn Kill               | 8.5/10 |
| Wired                    | 6/10   |

За даними агрегатора оглядів «Metacritic», Alan Wake отримала «загалом схвальні» відгуки на обох платформах.
Майкл Плант з газети «The Independent» оцінив гру на 5/5. Він похвалив гру за її «бездоганний темп», що «забезпечує поступовий розвиток». Віжуал та сюжет також були сприйняті дуже позитивно, що зробило гру в його очах «одним з проєктів, для яких було створено поточне покоління консолей».
Газета «Daily Telegraph» оцінила гру на 9/10, а редактор Нік Коуен був вражений її «приголомшливим» виглядом, заявивши, що місто Брайт-Фолз і його локації є «автентичними» з точки зору архітектури, рослинності, погоди та освітлення. Він описав атмосферу як таку, що здатна «…миттєво перетворити відчуття безпеки та спокою на задушливу загрозу…». Про бойову механіку він сказав, що «гравець відчуває постійну загрозу», а сюжет назвав «найсильнішою перевагою» гри. При цьому негативно висловившись про якість анімації обличчя та відносно коротку тривалість гри.
Дірк Ламмерс з інформаційного агентства «Associated Press» сказав, що гра «тримала гравців в постійній напрузі», поставивши Alan Wake оцінку 4 з 4 у своєму огляді. Вільям Вітка з газети «New York Post» оцінив гру на B+, похваливши її за «моторошну атмосферу», музику, графіку та «дивовижний рівень складності» у бою, але негативно прокоментував анімацію та сюжетну лінію гри.
Браян Кресенте, головний редактор сайту «Kotaku», високо оцінив загальне використання світла як геймплейного механізму. Він прокоментував епізодичний формат гри, сказавши, що подібні практики дають гравцям відчуття досягнення навіть після коротких ігрових сесій. Він також високо оцінив загальну сюжетну лінію, зігравши останній епізод тричі поспіль: «Вперше в своєму житті я відчув щось, що виглядає як гра, але має вплив фільму[…] Alan Wake — це потужний досвід, який обов'язково змусить вас думати про неї та бажати більшого протягом кількох днів після її завершення». Хоча він розкритикував гру за те, що та не надає достатньо інформації про Вейка та його дружину, попри те, що «насичена пам'ятними персонажами», але дійшов висновку, що гра «переосмислює жанр інтерактивного оповідання».
У своєму огляді для сайту «GameSpot» Том МакШі розкритикував гру за відсутність «дивовижних, пам'ятних ігрових моментів», але похвалив за «свіжу» історію, чудову оригінальну та ліцензовану музику, «тонкі» світлові ефекти, які разом із саундтреком, «створюють тривожну атмосферу», «задовільну» бойову систему та «розумне» включення предметів колекціонування, що вилилось в остаточну оцінку 8,5/10. Чарльз Оньєтт з IGN оцінив гру на 9/10, забезпечивши їй нагороду «Вибір редакції». За його словами: «важко відмовитися від неї, як тільки ти почав», і похвалив її епізодичну структуру, «цікаву» наративну механіку, світлові ефекти, звуковий супровід і бойову систему, яку він назвав «швидкою та чуйною», але розкритикував сценарій за його «нерівність». Гра отримала високі оцінки за «сильну атмосферу», «веселий ігровий процес» і «чудові візуальні ефекти», але трохи втратила через «слабкий фінал».

## Нагороди
Alan Wake отримала низку номінацій та нагород у 2010 році. Редакція журналу «Time» визнала Alan Wake найкращою відеогрою 2010 року. У своєму списку найкращих ігор для Xbox 360 2010 року IGN назвали її «Найкращою горорною відеогрою», а також номінували за «Найкращий сценарій», «Найкрутішу атмосферу», «Найінноваційніший ігровий процес» і «Найкращого персонажа» (за роль Алана Вейка). Гра була номінована в категорії «Найкраща гра для Xbox 360» на Spike Video Game Awards 2010 і отримала три номінації на Inside Gaming Awards у категоріях «Найкращий наратив», «Найкращий звуковий дизайн» і «Найпривабливіший персонаж» (за роль Алана Вейка). На щорічному нагородженні найкращих ігор 2010 року за версією GameSpot Alan Wake отримала сім номінацій, включаючи «Найкращий сюжет» і «Найкращий текст/діалог», та здобула нагороду від читачів за «Найкращу оригінальну ІВ». IGN поставили гру під 61-й номер у своєму списку «Кращих сучасних ігор».
Саундтрек до гри виграв нагороду «Кращі оцінки — Європа» на щорічній музичній премії Game Music Awards 2010, а журі заявило: «Музика композитора Петрі Аланко для визнаної критиками Alan Wake захопила серця як геймерів, так і окремих слухачів своєю інтимною оркестровкою та психологічною напругою».

### Продажі
Alan Wake вийшла того ж тижня, що й культова Red Dead Redemption, тому початкові продажі були повільними. За даними NPD Group, продажі за перші два тижні сягнули 145 тисяч копій, тоді як показником Red Dead Redemption були 1,5 мільйони за той самий період. Проте, в наступні місяці циганська пошта значно виправила ситуацію, збільшивши продажі в рази.
У грудні 2011 року компанія IndustryGamers повідомила, що продажі Alan Wake сягнули 330 тисяч фізичних копій (дані NPD Group) та близько 900 тисяч цифрових, проданих під час різдвяних знижок у Xbox Live, на додаток до 170 тисяч копій проданих глобально, що склало приблизно 1,4 мільйона копій загалом.
13 березня 2012 року Remedy Entertainment оголосили, що кількість проданих копій гри перевалила за 2 мільйони, включаючи Xbox 360 і ПК. 23 травня 2013 року креативний директор Remedy Сем Лейк оголосив, що Alan Wake та її спіноф American Nightmare розійшлися тиражем у 3 мільйони копій. 25 березня 2015 року генеральний директор Remedy Матіас Міллірінне написав у своєму Твіттері, що франшиза продала понад 4,5 мільйона копій. Наступного місяця в статті Polygon про прототип продовження гри згадувалося, що Alan Wake продав понад 3,2 мільйона копій.

## Спадщина

### Спіноф і сиквел
На момент випуску Alan Wake Remedy планували взятися за продовження одразу. Розробник Оскарі Хаккінен заявив, що Remedy бачить гру як «Сезон 1», а її доповнення мають «подолати розрив із тим, над чим ми працюємо». Хаккінен заявив, що на той час вони не працювали безпосередньо над продовженням, оскільки Microsoft наполягали на розробці доповнень. Сценарист Мікко Рауталахті додає, що історія «більша, ніж одна гра», а продовження буде «дивним і чудовим».
У травні 2011 року стався витік інформації, який підтвердив, що Remedy дійсно працюють над новим проєктом у всесвіті Alan Wake, котрий не є повноцінним сиквелом. Зрештою виявилося, що це спіноф Alan Wake's American Nightmare, що вийшов 2012 року про уявні пригоди Алана після подій першої гри, яку планувалося випустити на Xbox Live Arcade. При його створенні, команда Remedy надихалася фільмами про зомбі, типу «Від заходу до світанку», і хотіла створити його більш схожим на режим пісочниці, щоб гравці відбивалися від хвиль ворогів.
Alan Wake 2 було анонсовано на The Game Awards 2021, випуск відбувся у жовтні 2023 року для платформ Windows, де вона є ексклюзивом Epic Games Store, PlayStation 5 і Xbox Series X/S. На відміну від оригінальної гри, продовження створюється в жанрі survival horror і вводить в ігровий процес другого протагоніста. Для українського ігрового ринку саме цей проєкт набуває підвищеної важливості тим, що є одним з перших ААА-проєктів в історії з українською текстовою локалізацією на релізі.

### Мультивсесвіт Remedy
Мультивсесвіт Remedy — це спільний вигаданий всесвіт, створений Remedy Entertainment. Окремі відеоігри Remedy належать до більшого вигаданого всесвіту та мають спільні елементи сюжету, персонажів та історії. Хоча натяки на це існували більше десяти років, сприймаючись гравцями як «великодки» та відсилки до попередніх ігор студії, існування мультивсесвіту було офіційно підтверджено лише 7 серпня 2020 року. Сюжетне доповнення до Control, під назвою AWE стало першим формальним кросовером, який об'єднав відеоігри Control і Alan Wake. Невдовзі після цього Сем Лейк, креативний директор Remedy Entertainment, в своїй статті підтвердив його існування. Відомо, що мультивсесвіт Remedy включає Alan Wake, Quantum Break і Control. Офіційний статус інших ігор студії, Death Rally і Max Payne, у цьому всесвіті не відомий.
Alan Wake була першою грою, яка встановила основи для мультивсесвіту, цілком можливо що на той час розробники і не виношували таких далекоглядних планів. Гра залишила багато таємниць без відповіді, і Remedy спочатку планували зробити продовження незабаром після випуску першого тайтлу, але Microsoft, котрі тоді володіли правами на гру, не виказали особливого ентузіазму.
Alan Wake's American Nightmare, хоч і не є абсолютно необхідним для загальної історії, тим не менш є другою грою у спільному всесвіті. Вийшла як свого роду напів-продовження, вона розповідає про те, як Алан намагається втекти з Темного місця та використовує ідеї, закладені в першій грі, щоб спробувати вирватися. Це також була перша гра, в якій згадувалося містечко під назвою «Ордінарі» (англ. Ordinary, у дослівному перекладі «звичайний»), тему якого значно розширили в наступних іграх.
Quantum Break була ще однією грою, що вийшла під керівництвом Microsoft замість сиквела Alan Wake, однак гра містить достатньо посилань на Alan Wake, включно зі згадкою Night Springs, телешоу, яке існує в усіх іграх мультивсесвіту. Одним із помітних посилань була дошка, з масою запитань без відповідей, що стосуються зникнення Алана Вейка. Тут також перший раз згадується абревіатура «AWE» (Altered World Event), яка пізніше є ключовою в наступній грі мультивсесвіту.
Control є одним із найважливіших тайтлів у спільному всесвіті Remedy завдяки контекстуалізації подій Alan Wake у великому всесвіті з встановленими правилами, метафізикою та державними організаціями. В центрі сюжету Control знаходиться вигадана організація ― Федеральне Бюро Контролю (англ. Federal Bureau of Control, FBC), робота якого полягає в пошуку, знешкодженні та зберіганні об'єктів, що проявляють паранормальну активність і можуть стати причиною Подій Альтернативного Світу (англ. Altered World Events, AWE). Внутрішня документація Бюро підтверджує, що описані в Alan Wake події в містечку Брайт-Фолз є саме AWE і Бюро вже деякий час наглядає за паранормальною активністю там; сам же Алан Вейк деякий час розглядався Бюро у якості кандидата на пост майбутнього директора організації, хоча і не знав про це. Після його таємничого зникнення, кандидатуру Вейка довелося відкинути. Окремі елементи з Alan Wake, такі як сам Алан, друкарська машинка, будинок на озері, сторінки манускрипту та Клікер, згадуються в засекречених документах Бюро, а одна зі сторінок рукопису Вейка вже зберігається в захищеному сейфі організації.
У серпні 2020 року вийшло друге сюжетне доповнення до Control, під назвою AWE, яке стало кросовером між двома іграми і більш докладно розповідає про розслідування Бюро щодо подій в Брайт-Фолз. Розслідування показує, що після того, як Алан зник в озері Колдрон, доктор Еміль Гартман продовжував вивчати Темну Сутність аж до самого прибуття агентів Бюро, які конфіскували всі його дослідження. Розлючений Гартман сам пірнув в озеро, де Темна Сутність заволоділа його тілом. Агенти Бюро схопили Гартмана і тримали під вартою у своєму розслідувальному відділі. Під час подій Control Гартман втік, і контрольований Темною Сутністю і Хіссом (ворожа паранормальна сила і головний антагоніст у Control) перетворився на жахливу істоту, яку Джессі (протагоніст Control) змушена була вбити, користуючись підказками Алана Вейка. Після смерті Гартмана агент-наглядач Бюро у Брайт-Фолз сигналізує про початок нової AWE у містечку, але, як не дивно, повідомлення агента датовано днем, що настане тільки через два роки.
Статус Max Payne у мультивсесвіті Remedy незрозумілий, зокрема перших двох ігор, Max Payne і Max Payne 2: The Fall of Max Payne, які Remedy створили до того, як продати права на цю франшизу Rockstar Games. В Alan Wake багато згадок про Max Payne, зокрема книги про Алекса Кейсі за авторством Алана Вейка несуть в собі величезну кількість подібностей — від книжних обкладинок один в один з обкладинками ігрової серії Max Payne, до одного і того ж актора озвучення Джеймса Маккефрі, що озвучив обох і Кейсі і Пейна. В одному з діалогів Control Ділан Фейден, натякає, що Макс Пейн існує в окремому паралельному від Alan Wake і Control всесвіті.

### Alan Wake Remastered
У вересні 2021 року компанія Remedy спільно з D3T оголосили про ремастер Alan Wake, який стане ексклюзивом Epic Games Store. Alan Wake Remastered вийшла 5 жовтня 2021 року для Windows, Xbox One і Xbox Series X/S, а також вперше на платформі PlayStation через PlayStation 4 і PlayStation 5. Він вийшов для Nintendo Switch 20 жовтня 2022 року.
Remedy вважає, що ремастер був кращим вибором, ніж ремейк, зберігши основний геймплей і наративні елементи гри, але покращивши візуальні ефекти для сучасних ігрових систем з підтримкою роздільної здатності 4K. Remedy розуміли, що зміна будь-якої частини геймплею призведе до серйозних проблем з редизайном. Кілька візуальних ресурсів було перероблено для зображення елементів у високій чіткості, зокрема перероблено деякі нетривимірні елементи, такі як рух води або гілок на деревах. Катсцени також були перероблені з використанням оригінальних і нових ресурсів, включаючи нове захоплення руху, проте їх зображення обмежено 30 кадрами на секунду. Гру залишили на оригінальному рушії, щоб зберегти необхідні ресурси, також вирішено було відмовитися від підтримки трасування променів і рендерингу.
З ремастера видалили всю рекламу, з оригінальної гри, але зберегли всю ліцензовану музику. На додаток до цих покращень, оновлене видання включає в себе як всі завантажувальні доповнення, так і новий аудіотрек із коментарями Сема Лейка. Було виявлено нові відсилки до Control, зокрема лист від шерифа Брайт-Фолз, Сари Бейкер, до Федерального Бюро Контролю про паранормальні події, що відбуваються в місті, які, через дати гри, корелюють з розслідуванням Бюро стосовно Брайт-Фолз AWE з доповнення до Control.
Remedy заявили, що не планують ремастеринг Alan Wake's American Nightmare.

### Телесеріал
У вересні 2018 року Remedy Entertainment і Contradiction Films оголосили про плани розробки серіалу «Alan Wake» з Пітером Калловеєм в якості шоуранера і виконавчим продюсером Семом Лейком. Шоу планувало використовувати концепції зі скасованої в 2010-х роках Alan Wake 2 та використовувати деякі концепції American Nightmare. Contradiction Films не планує робити серіал прямим переказом гри, і хоча Алан Вейк буде центральним персонажем серіалу, вони витрачатимуть більше часу на розробку його компаньйонів з гри. Команда планувала випустити серіал у жовтні 2018 року. Під час зустрічі інвесторів у грудні 2020 року Лейк підтвердив, що телесеріал все ще розробляється. У травні 2022 року Remedy оголосили, що AMC придбала права на розробку серіалу.